# Vera Rózsa
Véra Rózsa, född 16 maj 1917 i Ungern, död 15 oktober 2010 i London, var en ungerskfödd brittisk sångpedagog verksam i London. Hon studerade komposition för Zoltán Kodály vid Liszt-akademien i Budapest. Rózsa var lärare för flera stora sångstjärnor som Kiri Te Kanawa, Anne Sofie von Otter, Karita Mattila, Jyrki Niskanen, Sara Walker och Tom Krause.